# Benedikt Bachmeier senior

Benedikt Bachmeier

Benedikt Bachmeier (* 9. Februar 1852 in Kleinhaarbach; † 30. Juni 1912 in Mitterhaarbach) war Gutsbesitzer und Mitglied des Deutschen Reichstags.

## Leben
Bachmeier besuchte von 1858 bis 1864 die Volksschule in Tettenweis. Danach diente er drei Jahre beim 1. Kürassierregiment in München. Er war ab 1886 selbständiger Landwirt in Mitterhaarbach. Weiter war er Zweiter Vorsitzender des Landwirtschaftlichen Bezirksvereins Griesbach und Mitglied desselben Distriktsratsausschusses sowie Mitglied des niederbayerischen Landrats.
Von 1893 bis 1907 und ab Januar 1912 war er Mitglied des Deutschen Reichstags für den Wahlkreis Niederbayern 4 (Pfarrkirchen, Eggenfelden, Griesbach) und den Bayerischen Bauernbund (BB). Bei der Reichstagswahl 1893 hatte Bachmeier sich verpflichtet, in kirchlichen Fragen die Position des Zentrums zu unterstützen, woraufhin er vom vornehmlich agrarisch strukturierten Wahlkreis gegen den Zentrumskandidaten mit 75 % der abgegebenen, gültigen Stimmen gewählt wurde. Zwischen 1893 und 1904 war er auch Mitglied des bayerischen Landtags.
Sein Sohn Benedikt Bachmeier war ebenfalls für den Bauernbund aktiv und war von 1919 an Mitglied der Weimarer Nationalversammlung und anschließend bis 1928 Abgeordneter des Reichstags.